# Osłonin

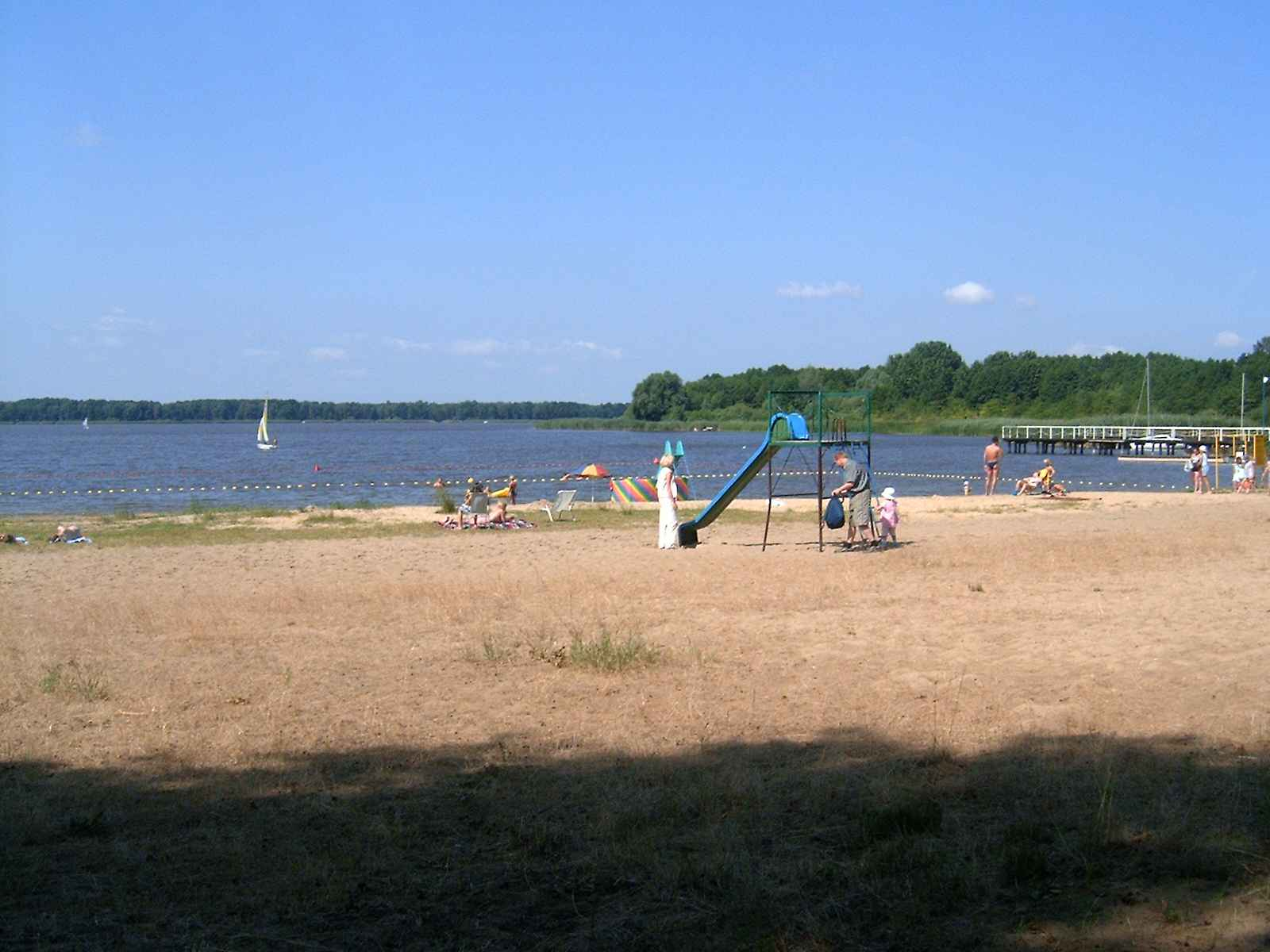

Osłonin (polnische Aussprache: [ɔˈswɔnin] ; dt. Schleunchen) ist eine polnische Ortschaft in der Gemeinde Przemęt im Landkreis Wolsztyński in der Woiwodschaft Großpolen im mittleren Westen von Polen.
Es liegt etwa zehn Kilometer südwestlich von Przemęt (Zentrum der Gemeinde), und zwanzig Kilometer südlich von Wolsztyn (Hauptstadt des Landkreises) und rund 70 Kilometer südwestlich von Poznań (Hauptstadt der Region).

## Geschichte
Nach dem Ersten Weltkrieg musste das Deutsche Reich Schleunchen mit dem größten Teil der Provinz Posen abtreten. Von 1939 bis 1945 gehörte Schleunchen nach der Besetzung Polens noch einmal zum Deutschen Reich.
Von 1975 bis 1998 war das Dorf Teil der Woiwodschaft Leszno.
Seit 1999 ist Osłonin Teil der Woiwodschaft Großpolen.